# 1-es busz (Karcag)
A karcagi 1-es jelzésű autóbusz egy helyi járat, ami a Kunhegyesi út megállóhely és a Vasútállomás között közlekedik. A viszonylatot a Volánbusz üzemelteti.

## Megállóhelyei
| 1 (Kunhegyesi út ► Autóbusz-állomás ► Vasútállomás) | 1 (Kunhegyesi út ► Autóbusz-állomás ► Vasútállomás) | 1 (Kunhegyesi út ► Autóbusz-állomás ► Vasútállomás) | 1 (Kunhegyesi út ► Autóbusz-állomás ► Vasútállomás) | 1 (Kunhegyesi út ► Autóbusz-állomás ► Vasútállomás) | 1 (Kunhegyesi út ► Autóbusz-állomás ► Vasútállomás) | 1 (Kunhegyesi út ► Autóbusz-állomás ► Vasútállomás)                                               | 1 (Kunhegyesi út ► Autóbusz-állomás ► Vasútállomás) |
| Sorszám (↓)                                         | Megállóhely                                         | Perc (↓)                                            | Perc (↓)                                            | Kilométer (↓)                                       | Kilométer (↓)                                       | Átszállási kapcsolatok                                                                            |                                                     |
| --------------------------------------------------- | --------------------------------------------------- | --------------------------------------------------- | --------------------------------------------------- | --------------------------------------------------- | --------------------------------------------------- | ------------------------------------------------------------------------------------------------- | --------------------------------------------------- |
| 0                                                   | Kunhegyesi út végállomás                            | 0                                                   | 0                                                   | 0.0 km                                              | 0.0 km                                              | 4616, 4700, 4701, 4702, 4710, 4730                                                                |                                                     |
| 1                                                   | E-ON                                                | 2                                                   | 2                                                   | 1.3 km                                              | 1.3 km                                              | 4616, 4700, 4701, 4702, 4710, 4730                                                                |                                                     |
| 2                                                   | Kórház                                              | 4                                                   | 4                                                   | 2.1 km                                              | 2.1 km                                              | 1A, 3 1443 4616, 4700, 4701, 4702, 4710, 4715, 4730                                               |                                                     |
| 3                                                   | Nagyvénkert                                         | 5                                                   | 5                                                   | 2.6 km                                              | 2.6 km                                              | 1A, 3                                                                                             |                                                     |
| 4                                                   | Kórház                                              | 6                                                   | 6                                                   | 3.1 km                                              | 3.1 km                                              | 1A, 3 1443 4616, 4700, 4701, 4702, 4710, 4715, 4730                                               |                                                     |
| 5                                                   | Madarasi út 53.                                     | 8                                                   | 8                                                   | 3.8 km                                              | 3.8 km                                              | 1A 1066 4616, 4700, 4701, 4702, 4730                                                              |                                                     |
| 6                                                   | Varró utca                                          | 9                                                   | 9                                                   | 4.0 km                                              | 4.0 km                                              | –                                                                                                 |                                                     |
| 7                                                   | Autóbusz-állomás vonalközi végállomás               | 11                                                  | 11                                                  | 4.8 km                                              | 4.8 km                                              | 1A, 2, 2A, 3, 4 1066, 1375, 1443 4616, 4619, 4700, 4701, 4702, 4704, 4710, 4715, 4720, 4730, 4812 |                                                     |
| A 2 járatból csak az egyik érinti.                  |                                                     |                                                     |                                                     |                                                     |                                                     |                                                                                                   |                                                     |
| 8                                                   | Kossuth tér                                         | 12                                                  | –                                                   | 5.9 km                                              | –                                                   | 1A, 2, 2A, 3, 4 4700, 4701, 4702, 4710, 4715, 4720, 4730                                          |                                                     |
| 9                                                   | Posta                                               | 14                                                  | –                                                   | 6.4 km                                              | –                                                   | 1A, 3, 4 4700, 4701, 4702, 4710, 4730                                                             |                                                     |
| 10                                                  | Orvosi rendelő                                      | 15                                                  | –                                                   | 6.8 km                                              | –                                                   | 1A, 4 4700, 4701, 4702, 4710, 4730                                                                |                                                     |
| 11                                                  | Kerekes István utca                                 | 16                                                  | –                                                   | 7.2 km                                              | –                                                   | 1A, 4 4700, 4701, 4702, 4710, 4730                                                                |                                                     |
| 12                                                  | Kápolna                                             | 17                                                  | –                                                   | 7.6 km                                              | –                                                   | –                                                                                                 |                                                     |
| 13                                                  | Gyarmati utca                                       | 18                                                  | –                                                   | 7.9 km                                              | –                                                   | 1A, 4 4700, 4701, 4702, 4710, 4730                                                                |                                                     |
| 14                                                  | Vasútállomás végállomás                             | 20                                                  | –                                                   | 8.4 km                                              | –                                                   | 1A, 4 1066 4700, 4701, 4702, 4710, 4730, 4812 Karcag vá. (100. sz.)                               |                                                     |